# Artis Gilmore
Artis Gilmore (* 21. September 1949 in Chipley, Florida) ist ein ehemaliger US-amerikanischer Basketballspieler, der den Großteil seiner Profikarriere in der ABA und NBA aktiv war. Aufgrund seiner schnörkellosen, aber dominanten Spielweise erhielt den Spitznamen „The A-Train“. Gilmore war als Arbeitstier bekannt. Einmal spielte er in 670 aufeinander folgenden Spielen, ohne auch nur eine Partie aussetzen zu müssen. 2011 wurde Gilmore in die Naismith Memorial Basketball Hall of Fame aufgenommen.

## Highschool und College
Gilmore spielte am Gardner-Webb Junior College in Boiling Springs, North Carolina und an der Universität von Jacksonville College-Basketball. 1970 führte er die Jacksonville Dolphins zur NCAA Division I Basketball Championship. 
Während seiner zwei Jahre am College wurde er zu einem von wenigen Spieler der NCAA-Geschichte, die im Schnitt mindestens 20 Punkte und 20 Rebounds erzielten. Sein 22.7 Rebounddurchschnitt ist bis heute der höchste in der NCAA-Division I-Geschichte.

## Profikarriere

### ABA
Gilmore begann seine Profikarriere mit den Kentucky Colonels in der American Basketball Association (ABA). Er spielte bei der Mannschaft, bis die Liga im Jahr 1976 eingestellt wurde. In seiner Debütsaison wurde ihm die seltene Ehre zuteil, sowohl zum Most Valuable Player (MVP), als auch zum Rookie des Jahres gekürt zu werden. Während seiner ABA-Karriere erzielte Gilmore durchschnittlich 22,3 Punkte und 11,0 Rebounds. Er spielte in fünf ABA-All-Star-Spielen.

### NBA
Im sogenannten ABA Dispersal Draft 1976 wurde Gilmore als erster Pick vom NBA-Team Chicago Bulls gewählt, wo er bis 1982 aktiv war. Im Juli 1982 wurde der Center im Austausch für Dave Corzine und Mark Olberding zu den San Antonio Spurs transferiert. Für die Spurs spielte Gilmore bis 1987. 

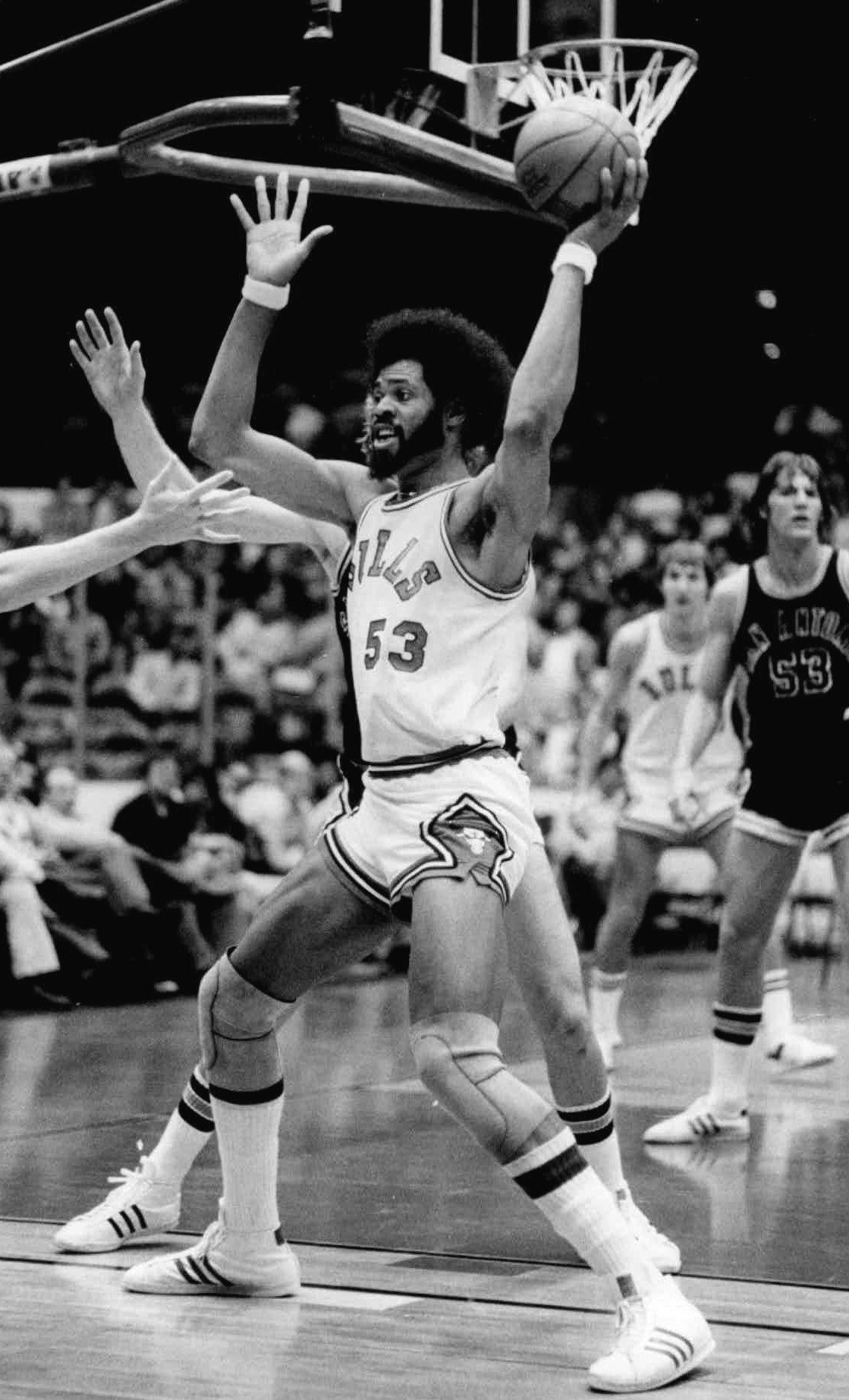
Gilmore als Spieler der Chicago Bulls (1977)

Er beendete seine NBA-Karriere mit den Boston Celtics im Jahre 1988. Während seiner Laufbahn in der NBA erzielte er durchschnittlich 17,1 Punkte und 10,1 Rebounds. Gilmore spielte in sechs NBA-All-Star-Spielen, führte die NBA viermal in Feldwurf-Trefferquote an und hat Stand 2020 die drittbeste Karriere-Trefferquote der Liga-Geschichte, mit 59,9 Prozent.

### Italien
Danach spielte Gilmore eine Saison mit Bologna Arimo in der italienischen Lega Basket Serie A. Er erzielte im Schnitt 12,3 Punkte und 11,0 Rebounds und wurde ins European-All-Star-Team gewählt. 